# Астрофизика
Астрофи́зика (от др.-греч. ἀστήρ — «звезда, светило» и φυσικά — «природа») — раздел астрономии, использующий принципы физики и химии, который изучает физические процессы в астрономических объектах, таких как звёзды, галактики, экзопланеты и т. д. Физические свойства материи в самых больших масштабах и возникновение Вселенной изучает космология.
Астрофизика — учение о строении небесных тел. Астрофизика занимается изучением физических свойств и (наряду с космохимией) химического состава Солнца, планет, комет или звёзд и туманностей. Главные экспериментальные методы астрофизики: спектральный анализ, фотография и фотометрия вместе с обыкновенными астрономическими наблюдениями. Спектроскопический анализ составляет область, которую принято называть астрохимией или химией небесных тел, так как главные указания, даваемые спектроскопом, касаются химического состава изучаемых астрономических объектов. Фотометрические и фотографические исследования выделяются иногда в особые области астрофотографии и астрофотометрии. Само название астрофизики существует с 1865 года и предложено Цёлльнером.
В практике, современные астрономические исследования часто включают значительную работу в области теоретической и наблюдательной физики. Некоторые области изучения астрофизики включают в себя попытки описать свойства тёмной материи, тёмной энергии, чёрных дыр и других астрономических объектов; определить, возможны путешествия во времени или нет, существуют ли кротовые норы и мультивселенные; узнать происхождение и будущее Вселенной.

## Астроспектроскопия
Астроспектроскопия — раздел астрофизики, который состоит из приложения спектрального анализа к изучению небесных тел.
Первые исследования спектра Солнца были предприняты одним из изобретателей спектрального анализа, Кирхгофом, в 1859 г. Результатом этих исследований был рисунок солнечного спектра, из которого можно было определить уже с большой точностью химический состав солнечной атмосферы. Раньше Кирхгофа высказывались только иногда отдельные предположения о возможности анализа солнечной атмосферы посредством спектроскопа и в особенности о существовании на Солнце натрия вследствие найденной в спектре его тёмной линии D натрия. Такие предположения высказывались, напр., Фуко в Париже, Стоксом в Кембридже. Между тем ещё незадолго до этого Огюст Конт высказал в своей «Положительной философии» убеждение в невозможности когда бы то ни было узнать химический состав небесных тел, хотя уже в 1815 г. Фраунгофер знал о существовании тёмных линий в спектре Солнца и о существовании характеристических спектров у некоторых отдельных звёзд: Сириуса, Капеллы, Бетельгейзе, Проциона, Поллукса. После первых исследований Кирхгофа спектральным анализом небесных тел занялись с большим усердием несколько астрофизиков, которые вскоре представили чрезвычайно обстоятельные исследования спектров Солнца и неподвижных звёзд. Ангстром изготовил чрезвычайно точный атлас солнечного спектра, Секки произвёл обозрение большого числа звёзд посредством спектроскопа и установил четыре типа звёздных спектров, Хаггинс начал ряд исследований над спектрами отдельных ярких звёзд. Область применения спектроскопа постепенно расширялась. Хаггинсу удалось наблюдать спектр некоторых туманностей и подтвердить уже неопровержимым образом предположение о существовании двух типов туманностей — звёздных, состоящих из куч звёзд, которые при достаточной оптической силе инструмента могут быть разложены на звёзды, и газообразных, действительных туманностей, относительно которых можно предполагать, что они находятся в фазе образования отдельных звёзд путём постепенного сгущения их вещества. С середины 60-х годов XIX века изучение поверхности Солнца посредством спектроскопа во время затмений и вне их вошло в состав непрерывных наблюдений, производящихся в настоящее время во многих обсерваториях. Хаггинс, Локьер в Англии, Жансен во Франции, Фогель в Германии, Таккини в Италии, Гассельберг в России и др. дали обширные исследования, уяснившие строение верхних слоёв солнечной атмосферы (см. Солнце). В то же время с 1868 года по мысли Хаггинса спектроскоп был применён и к исследованию собственных движений звёзд по направлению луча зрения посредством измерения перемещений линий их спектров, которые в настоящее время также производятся систематически в Гринвичской обсерватории. Принцип Доплера, лежащий в основании этих измерений, был уже несколько раз проверен экспериментально измерениями перемещений солнечного спектра и послужил Локьеру в его измерениях к установлению его гипотезы о сложности химических элементов. Спектры комет, падающих звёзд, метеоритов, исследованные разными астрономами, а в последнее время в особенности Локьером, дали уже много весьма важных фактов в руки астроному, и в значительной степени послужили уяснению происхождения и развития звёзд и солнечной системы.
Тем не менее, время существования этой области знания не позволяет пока делать точные выводы о долговременных эволюционных изменениях химического состава материи в масштабе галактики, поскольку факторы влияния (смены поколений звёзд — выгорания термоядерного топлива) не описаны количественно.

## Наблюдательная астрофизика
Основная часть данных в астрофизике получается по наблюдению объектов в электромагнитных лучах. Исследуются как прямые изображения, полученные на различных длинах волн, так и электромагнитные спектры принимаемого излучения.
- Радиоастрономия изучает излучения в диапазоне длин волн от 0.1 мм до 100 м. Радиоволны испускаются, например: такими холодными объектами как межзвёздный газ и пылевые облака; Реликтовым излучением, являющимся отголоском Большого Взрыва; Пульсарами, впервые обнаруженными в микроволновом диапазоне; Далёкими радиогалактиками и квазарами. Для наблюдений в радиодиапазоне требуются телескопы очень больших размеров. Зачастую наблюдения проводятся с использованием интерферометров и сетей РСДБ.
- Инфракрасная астрономия изучает излучение на волнах, находящихся в промежутке между радиоизлучением и видимым светом. Наблюдения в этой области спектра обычно производятся на телескопах, подобных обычным оптическим телескопам. Наблюдаемые объекты обычно холоднее звёзд: планеты, межзвёздная пыль.
- Оптическая астрономия является старейшей областью астрофизики. На сегодняшний день основными инструментами являются телескопы с ПЗС-матрицами в качестве приёмников изображения. Так же часто производятся наблюдения с помощью спектрографов. Ограничение на наблюдения в оптическом диапазоне накладывает дрожание земной атмосферы, мешающее наблюдениям на больших телескопах. Для устранения этого эффекта и получения максимально чёткого изображения используются различные методы, такие как адаптивная оптика, спекл-интерферометрия, а также выведение телескопов в космическое пространство за пределы атмосферы. В этом диапазоне хорошо видны звёзды и планетарные туманности, что позволяет изучать в том числе их расположение и химическое строение.
- Ультрафиолетовая астрономия, рентгеновская астрономия и гамма-астрономия(астрофизика) изучают объекты, в которых происходят процессы с образованием высокоэнергетических частиц. К таким объектам относятся двойные пульсары, чёрные дыры, магнетары и многие другие объекты. Для излучения в этой части спектра земная атмосфера является непрозрачной. Поэтому существуют два метода наблюдения — наблюдения с космических телескопов (обсерватории RXTE, Chandra и CGRO) и наблюдения черенковского эффекта в земной атмосфере (H.E.S.S., телескоп MAGIC).

Другие типы излучения также могут наблюдаться с Земли. Было создано несколько обсерваторий в попытках наблюдения гравитационных волн. Созданы нейтринные обсерватории, позволившие прямыми наблюдениями доказать наличие термоядерных реакций в центре Солнца. С помощью этих детекторов также изучались удалённые объекты, такие как сверхновая SN1987a. Исследования высокоэнергетических частиц производятся по наблюдениям их столкновений с земной атмосферой, порождающих ливни элементарных частиц.
Наблюдения также могут различаться по продолжительности. Большинство оптических наблюдений производится с выдержками порядка минут или часов. Однако, в некоторых проектах, таких как Tortora, производятся наблюдения с выдержкой менее секунды. Тогда как в других общее время экспозиции может составлять недели (например, такая выдержка использовалась при наблюдении глубоких хаббловских полей). Более того, наблюдения пульсаров могут производиться с временем экспозиции в миллисекунды, а наблюдения эволюции некоторых объектов могут занимать сотни лет, включая изучение исторических материалов.
Изучению Солнца отводится отдельное место. Из-за огромных расстояний до других звёзд, Солнце является единственной звездой, которая может быть изучена в мельчайших деталях. Изучение Солнца даёт основу для изучения других звёзд.

## Теоретическая астрофизика
Теоретическая астрофизика использует как аналитические методы, так и численное моделирование для изучения различных астрофизических явлений, построения их моделей и теорий. Подобные модели, построенные из анализа наблюдательных данных, могут быть проверены с помощью сравнения теоретических предсказаний и вновь полученных данных. Также наблюдения могут помочь в выборе одной из нескольких альтернативных теорий.
Некоторые широко изучаемые теории астрофизики сейчас включены в модель Лямбда-CDM (Большой взрыв, инфляционная модель Вселенной, тёмная материя, тёмная энергия и фундаментальные физические теории).
Объектом исследований теоретической астрофизики являются, например:
- Формирование и эволюция Солнечной системы
- Звёздная динамика и эволюция
- Возникновение и эволюция галактик
- Магнитная гидродинамика
- Масштабная структура вселенной
- Происхождение космических лучей
- Общая теория относительности
- Физическая космология, включая теорию струн и физику астрочастиц.